# Dysphania cyanoptera
Dysphania cyanoptera là một loài bướm đêm trong họ Geometridae.